# Virgil Earp

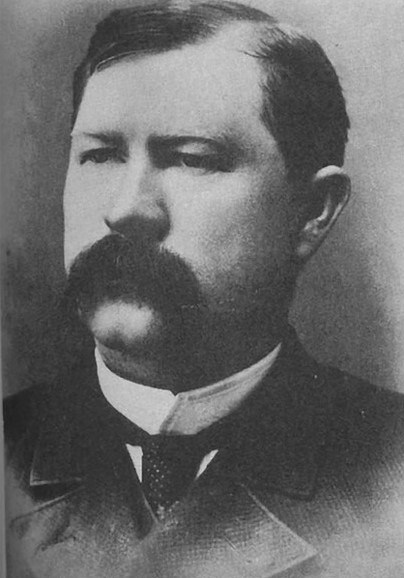

Virgil Walter Earp (18 de julho de 1843 Hartford, Kentucky — 19 de outubro de 1905 Goldfield, Nevada), foi marechal dos EUA e da cidade de Tombstone, Arizona quando liderou seus irmãos Morgan e Wyatt e também seu amigo Doc Holliday em um confronto com cowboys fora da lei no evento que ficou conhecido como: "Gunfight at the O.K. Corral" em outubro de 1881.